# إرنست تسيمارمان
إرنست تسيمارمان (بالألمانية: Ernst Zimmermann)‏ هو عالم عقيدة ألماني، ولد في 18 سبتمبر 1786 في دارمشتات في ألمانيا، وتوفي بنفس المكان في 24 يونيو 1832.